# 成田守
成田 守（なりた まもる、1938年12月3日 - ）は、日本の民俗学・芸能学者、大東文化大学名誉教授。

## 来歴
青森県弘前市出身。1963年に國學院大學文学部を卒業した。
その後、大東文化大学助教授を経て、教授に就任した。1986年、『奥浄瑠璃の研究』『盲僧の伝承 九州地方の琵琶法師』で日本歌謡学会志田延義賞を受賞した。
2009年に定年で退職し、名誉教授となる。

## 著書

### 単著
- 『盆踊りくどき 諸国音頭集』桜楓社、1974年
- 『奥浄瑠璃の研究』桜楓社、1985年
- 『盲僧の伝承 九州地方の琵琶法師』三弥井書店、1985年

### 共編著
- 『音頭口説集成』全4巻（編）大東文化大学東洋研究所、1996年 - 1998年
- 『近世唱導集』（森本浩雅と共編）おうふう、2001年

## 論文
- <成田守